# Чебоксарский балетный фестиваль
Чебоксарский международный балетный фестиваль — ежегодный фестиваль, проходящий в Чувашском государственном театре оперы и балета начиная с 1997 года.
Фестиваль поддерживается руководством Чувашской Республики — сначала Николаем Фёдоровым, затем Михаилом Игнатьевым. На фестивале выступали исполнители и коллективы из России, Германии, Италии, Франции, США, Австралии, Японии, Китая и других стран.
XI фестиваль проводился 26—29 апреля 2007 года, XII фестиваль — 28—31 октября 2008 года, XIII фестиваль — 21—24 апреля 2009 года, XV фестиваль — 17—20 марта 2011 года, XVI фестиваль — 19—22 апреля 2012 года.